# Новое Село (Кимрский район)
Новое Село  — деревня в Кимрском районе Тверской области. Входит в состав Титовского сельского поселения.

## География
Находится в юго-восточной части Тверской области на расстоянии приблизительно 6 км на северо-восток по прямой от станции Савёлово в городе Кимры.

## История
Известна с 1635 года, когда в ней был учтен 1 двор. В 1859 году здесь (деревня Калязинского уезда Тверской губернии) было учтено 63 двора.

## Население
Численность населения: 4 человека (1635 год), 406 (1859 год), 43 (русские 77 %) в 2002 году, 31 в 2010.